# Petrogale sharmani
Petrogale sharmani är en pungdjursart som beskrevs av Niles Eldredge och Robert L. Close 1992. Petrogale sharmani ingår i släktet klippkänguruer och familjen kängurudjur. IUCN kategoriserar arten globalt som nära hotad. Inga underarter finns listade.
Artepitetet i det vetenskapliga namnet hedrar den australiska biologen Geoffrey Bruce Sharman.
Pungdjuret förekommer vid sydöstra gränsen av Kap Yorkhalvön, Australien. Arten vistas i klippiga regioner.